# Aryan Tari
Aryan Tari (Persa: آرین طاری; Stavanger, Rogaland, Noruega; 4 de junio de 1999) es un gran maestro de ajedrez noruego de ascendencia iraní. Tari ganó el campeonato de ajedrez de Noruega en 2015 y 2019, así como el Campeonato Mundial Juvenil de Ajedrez en 2017. A partir de septiembre de 2022, es el segundo jugador mejor calificado de Noruega, y el 90 en general.

## Carrera de ajedrez
Tari juega al ajedrez desde que tenía cinco años.
En 2012, a la edad de siete años, Tari se convirtió en el campeón de ajedrez de Noruega en la categoría de menores de nueve años, clasificándolo para el campeonato en 2013. Tari ganó el campeonato de ajedrez de Noruega de 2015 después de terminar octavo en 2013 y segundo en 2014. A la edad de 16 años, es el tercer jugador más joven en lograr esta hazaña, después de Simen Agdestein y Magnus Carlsen, quienes lo ganaron a la edad de 15 años.
Tari terminó séptimo en el Campeonato Abierto de Noruega en Fagernes en marzo de 2013 y obtuvo una norma para el título de Gran Maestro, y, junto con Carlsen, es el jugador noruego más joven en alcanzar las normas de GM a la edad de 13 años.

## Vida personal
Tari tiene un hermano mayor y sus padres emigraron a Noruega desde Irán a mediados de la década de 1980.